# 橡树山 (阿拉巴马州)
橡树山（英文：Oak Hill），是美国阿拉巴马州下属的一座城市。面积约为0.56平方英里（约合1.45平方公里）。根据2010年美国人口普查，该市有人口26人，人口密度为46.43/平方英里（约合17.93/平方公里）。